# Strigeidae
Famille
Les Strigeidae forment une famille de vers plats parasites.

## Liste des sous-familles et genres
Treize genres sont répartis en deux sous-familles[réf. nécessaire] :
- sous-famille Duboisiellinae Baer, 1938
  - Duboisiella Baer, 1938
- sous-famille Strigeinae Railliet, 1919
  - Apatemon Szidat, 1928
  - Apharyngostrigea Ciurea, 1927
  - Australapatemon Sudarikov, 1959
  - Cardiocephaloides Sudarikov, 1959
  - Cotylurus Szidat, 1928
  - Ichthyocotylurus Odening, 1969
  - Nematostrigea Sandground, 1934
  - Ophiosoma Szidat, 1928
  - Parastrigea Szidat, 1928
  - Pseudapatemon Dubois, 1936
  - Schwartzitrema Ferez Vigueras, 1941
  - Strigea Abildgaard, 1790

Selon ITIS (24 juin 2011) :
- genre Apatemon Szidat, 1928
- genre Apharyngostrigea Ciurea, 1927
- genre Cardiocephalus Szidat, 1928
- genre Cotylurus Szidat, 1928
- genre Nematostrigea Sandground, 1934
- genre Ophiosoma Szidat, 1928
- genre Parastrigea Szidat, 1928
- genre Pseudapatemon Dubois, 1936
- genre Strigea Abildgaard, 1790